# كين بوير
كين بوير (بالإنجليزية: Ken Boyer) هو لاعب كرة قاعدة أمريكي، ولد في 20 مايو 1931 في ليبرتي في الولايات المتحدة، وتوفي في 7 سبتمبر 1982 في سانت لويس في الولايات المتحدة بسبب سرطان الرئة.

## وصلات خارجية
- كين بوير على موقع دوري كرة القاعدة الرئيسي (الإنجليزية)
- كين بوير على موقعبيزبول رفرنس.كوم (الدوري الرئيسي) (الإنجليزية)
- كين بوير على موقعبيزبول رفرنس.كوم (الدوري الثانوي) (الإنجليزية)
- كين بوير على موقع إي إس بي إن.كوم (أم.أل.بي) (الإنجليزية)
- كين بوير على موقع مشجعي الرسوم البيانية (الإنجليزية)